# Еміль Гаргоров
Еміль Гаргоров (болг. Емил Гъргоров, нар. 15 лютого 1981, Софія) — болгарський футболіст, півзахисник клубу «Вітоша» (Бистриця).
Виступав, зокрема, за ЦСКА (Софія) та «Лудогорець», а також національну збірну Болгарії.

## Клубна кар'єра
Вихованець клубу «Локомотив» з рідного міста Софія. Дебютував у складі першої команди 10 квітня 1999 року в гостьовому матчі проти «Шумена» (0:2) і загалом провів у рідній команді чотири сезони, взявши участь у 66 матчах чемпіонату.
Своєю грою за цю команду привернув увагу представників тренерського штабу клубу ЦСКА (Софія), до складу якого приєднався 2002 року. Відіграв за армійців з Софії наступні чотири сезони своєї ігрової кар'єри. Більшість часу, проведеного у складі софійського ЦСКА, був основним гравцем команди і одним з головних бомбардирів команди, маючи середню результативність на рівні 0,52 голу за гру першості. За цей час Еміль двічі виграв з командою національний чемпіонат і ще один раз Кубок Болгарії.

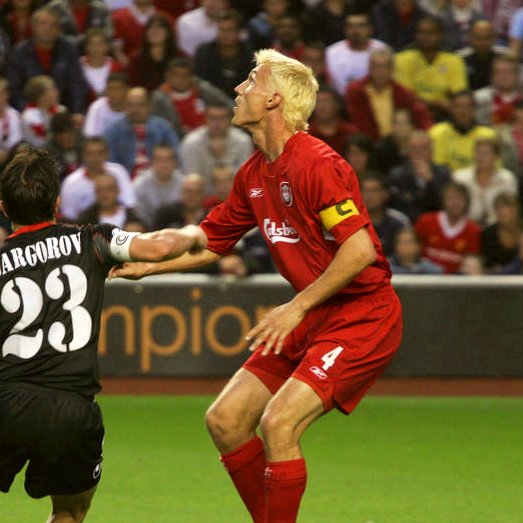
Еміль Гаргоров (ліворуч) у складі ЦСКА в боротьбі проти капітана «Ліверпуля» Самі Гююпя у кваліфікації Ліги чемпіонів. 23 серпня 2005 року.

26 липня 2006 року Гаргоров перейшов у французький «Страсбур». Втім у новій команді болгарин майже не грав, провівши за півтора роки лише 4 матчі у чемпіонаті (по 2 у першому і другому дивізіонах), через що на початку 2008 року був відправлений на правах оренди назад до ЦСКА (Софія), з яким виграв своє третє чемпіонство у сезоні 2007/08. Повернувшись влітку до «Страсбура», який вилетів до Ліги 2, Еміль став частіше виходити на поле, зігравши за 2 сезони у 47 іграх чемпіонату, але у сезоні 2007/08 клуб зайняв 19-те передостаннє місце і вилетів до третього дивізіону, після чого болгарин покинув клуб.
17 червня 2010 року Гаргоров підписав угоду з румунською «Університатею» (Крайова), але провівши там лише пів року в зимове трансферне вікно повернувся до ЦСКА (Софія), де і закінчував сезон, вигравши з командою Кубок Болгарії.
1 червня 2011 року Гаргоров підписати контракт на два роки з клубом «Лудогорець», у складі якого двічі поспіль став чемпіоном Болгарії, а в першому сезоні ще й виграв Кубок та Суперкубок країни. 11 вересня 2011 року Гаргоров відзначився хет-триком домашній грі чемпіонату проти «Славії» (6:0) і загалом у тому сезоні забив 13 голів. Влітку 2013 року по завершенні контракту Еміль вкотре повернувся в ЦСКА (Софія), відігравши за армійців сезон 2013/14, в якому став віце-чемпіоном країни.
13 липня 2014 року болгарин став гравцем клубу другого китайського дивізіону «Шицзячжуан Юнчан», де виступав до кінця року і допоміг команді зайняти друге місце та вперше в історії вийти до китайської Суперліги. Втім сам Еміль там вже не зіграв, а натомість повернувся на батьківщину, де виступав за клуби вищого дивізіону «Локомотив» (Софія), «Локомотив» (Пловдив) та «Бероє».
15 вересня 2017 року Гаргоров підписав контракт з клубом Третьої ліги «ЦСКА 1948». Ця команда була утворена 2016 року після розколу в середині історичного ЦСКА, коли ця команда після втрати професіональної ліцензії придбала ліцензію «Літекса» і перейменувавши його на ЦСКА заявилась назад у вищий дивізіон. Незгодні із цим рішенням утворили новий клуб, в якому і став виступати Гаргоров, допомігши команді у сезоні 2017/18 виграти третій дивізіон і вийти до другого.
У лютому 2019 року Гаргоров приєднався до клубу «Вітоша» (Бистриця), який виступав у вищому болгарському дивізіоні. Станом на 10 квітня 2020 року відіграв за команду з Бистриці 20 матчів в національному чемпіонаті і забив 5 голів.

## Виступи за збірну
24 січня 2001 року дебютував в офіційних матчах у складі національної збірної Болгарії в товариській грі проти Мексики (0:2). Загалом зіграв за збірну у 22 матчах і забив 3 голи.

## Статистика виступів

### Статистика виступів за збірну
| Дата       | Місто             | Господарі      | Результат | Гості     | Турнір            | Голи | Примітки |
| ---------- | ----------------- | -------------- | --------- | --------- | ----------------- | ---- | -------- |
| 24/01/2001 | Морелія           | Мексика        | 0 – 2     | Болгарія  | товариський матч  | -    |          |
| 28/01/2001 | Кінгстон (Ямайка) | Ямайка         | 0 – 0     | Болгарія  | товариський матч  | -    |          |
| 18/11/2003 | Сеул              | Південна Корея | 0 – 1     | Болгарія  | товариський матч  | -    |          |
| 18/08/2004 | Дублін            | Ірландія       | 1 – 1     | Болгарія  | товариський матч  | -    |          |
| 13/10/2004 | Софія             | Болгарія       | 4 – 1     | Мальта    | Відбір до ЧС 2006 | -    |          |
| 29/11/2004 | Каїр              | Єгипет         | 1 – 1     | Болгарія  | товариський матч  | 1    |          |
| 17/08/2005 | Софія             | Болгарія       | 3 – 1     | Туреччина | товариський матч  | -    |          |
| 03/09/2005 | Стокгольм         | Швеція         | 3 – 0     | Болгарія  | Відбір до ЧС 2006 | -    |          |
| 07/09/2005 | Софія             | Болгарія       | 3 – 2     | Ісландія  | Відбір до ЧС 2006 | -    |          |
| 08/10/2005 | Софія             | Болгарія       | 2 – 0     | Угорщина  | Відбір до ЧС 2006 | -    |          |
| 12/10/2005 | Та-Калі           | Мальта         | 1 – 1     | Болгарія  | Відбір до ЧС 2006 | -    |          |
| Усього     |                   | Матчів         | 11        |           | Голів             | 1    |          |

## Титули і досягнення
- Чемпіон Болгарії (5):

ЦСКА (Софія): 2002–03, 2004–05, 2007–08

«Лудогорець»: 2011–12, 2012–13
- Володар Кубка Болгарії (1):

ЦСКА (Софія): 2005–06, 2010–11
«Лудогорець»: 2011–12
- Володар Суперкубка Болгарії (1):

«Лудогорець»: 2012